# Alliance of Valiant Arms
Alliance of Valiant Arms (также известная как AVA) — многопользовательский шутер от первого лица, разработанный южнокорейской компанией Red Duck Inc. и изданная Neowiz в 2007 году на платформе Microsoft Windows. Игра распространяется по модели Free-To-Play.

## Сюжет
Действие Alliance of Valiant Arms происходит в альтернативной реальности начала XXI века. По сюжету игры, к власти в России пришёл консервативно настроенный ультранационалист Владимир Машков, которому в 2009 году удалось объединить страны СНГ в мощное государство, получившее название Новая Российская Федерация (New Russian Federation, NRF). Далее была фактически воссоздана Организация Варшавского договора, и на территорию стран Восточной Европы были введены российские войска. Влияние NRF распространилось и на Ближний Восток, где начали появляться пророссийские правительства. Европейский Союз (European Union, EU) был крайне обеспокоен резким усилением влияния России, однако все его требования о выводе российских войск из Восточной Европы и прекращении российского вмешательства в дела ближневосточных государств были проигнорированы.
Исчерпав дипломатические методы решения проблемы и стремясь избежать полного политического поглощения Европы новым стремительно растущим государством, в январе 2011 года войска Великобритании, Франции, Германии и североевропейских стран атаковали российский контингент в Польше. Так началась бесконечная Европейская война. Российская армия отразила нападение и сама перешла в наступление в Западной Европе. Германия была полностью оккупирована, боевые действия развернулись на территории Франции и достигли Парижа. В январе 2012 года силы Евросоюза, получив поддержку от США, перешли в контрнаступление. Именно во время этого контрнаступления разворачиваются все события игры.

## Игровой процесс
Игра отображает современный военный конфликт в городских условиях. Боевые действия ведутся силами пехоты, контакт с противником происходит на малых и средних дистанциях, управляемая военная техника отсутствует. Противоборствующие стороны — EU и NRF. Игрок выбирает сторону перед началом боя, причём в некоторых режимах игры во время боя игроки меняются сторонами. Озвучивание солдат EU и NRF выполнена соответственно на английском и русском языках.

### Режимы игры
Annihillation Mission
Цель игры — набрать определённое количество очков (оно может колебаться от 100 до 250). Побеждает команда, первой набравшая это количество. Убитые солдаты возрождаются через короткий промежуток времени. На месте гибели солдата остаются его оружие, которое может быть подобрано другим игроком, и солдатские жетоны. Очки начисляются следующим образом:
- Убийство вражеского солдата — 1 очко
- Поднятие 3 солдатских жетонов — 1 очко тактики (в случае гибели счетчик поднятых жетонов обнуляется)
- Убийство вражеского солдата, отмеченного командиром — 1 очко лидерства командиру

На некоторых картах присутствуют боты (AI), носящие имена известных полководцев, солдат и военных лётчиков. Боты набирают очки точно так же, как и рядовые игроки. Убийства ботов и смерти от них идут в статистику матча, но не зачисляются в общую статистику игрока. У каждой команды есть свой бот-лидер, имеющий большой запас здоровья и мощное оружие (пулемёт у лидера одной команды и очень эффективная снайперская винтовка у лидера другой). Бот-лидер появляется на поле боя примерно в середине матча.
Demolition Mission
Солдаты EU должны взорвать один из двух объектов, присутствующих на карте, а солдаты NRF должны сорвать эту попытку. Команда EU имеет один заряд взрывчатки C4. Погибший солдат возрождается в следующем раунде, а до конца текущего может лишь наблюдать за действиями товарищей. После нескольких раундов игроки меняются командами. В матче побеждает команда, одержавшая победу в 7 раундах.
Команда EU может выиграть раунд двумя способами: взорвав один из двух объектов, либо убив всех солдат NRF.
Команда NRF может выиграть раунд тремя способами: убив всех солдат EU (если взрывчатка уже заложена, то этот способ победы недоступен), разминировав уже заложенную взрывчатку и если команда EU не успела заложить взрывчатку до истечения отведённого на это времени.
Escort Mission
Солдаты EU должны обеспечить прохождение танка до обозначенной точки на карте. Солдаты NRF должны задерживать танк до тех пор, пока не истечёт отведённое на раунд время. Матч состоит из двух раундов, после первого раунда игроки меняются командами.
Танк («Леопард» 2A6) движется по фиксированному маршруту, причём он едет вперёд только тогда, когда рядом с ним присутствует хотя бы один солдат EU. Танк не стреляет по противнику, но игрок EU при желании может занять место пулемётчика на башне. Танк абсолютно неузявим для оружия, имеющегося в распоряжении игроков, и команда EU может укрываться за ним от вражеского огня. Единственный способ вывести его из строя — дважды попасть по нему из противотанкового гранатомёта РПГ-7; гранатомёты размещены в специальных шкафчиках в нескольких местах на карте. Выведенный из строя танк не может двигаться вперёд, пока солдаты EU его не починят. Для ускорения процесса ремонта его могут производить одновременно два солдата.
Убитые солдаты возрождаются через короткий промежуток времени. На разных картах есть одна или две контрольные точки; когда танк достигает очередной такой точки, то зоны возрождения солдат EU переносятся к ней, а зоны возрождения солдат NRF — в сторону конца маршрута.
Набранные игроками очки не имеют значения, но, как и во всех других режимах игры, зачисляются в личную статистику игрока. В режиме Escort Mission есть следующие уникальные способы набора очков: попадание в танк из гранатомёта, ремонт танка, достижение танком контрольной точки.
Convoy Mission
Солдаты EU должны найти на карте сейф с определённым объектом, вскрыть его и доставить объект в обозначенную точку. Солдаты NRF пытаются помещать им. Погибший солдат возрождается в следующем раунде, а до конца текущего может лишь наблюдать за действиями товарищей.
Survival
Группа игроков должна противостоять толпам ботов-заключённых. Иногда на месте убитых заключённых появляются аптечки для пополнения здоровья и боеприпасы. Игра продолжается до гибели последнего игрока.
Escape
Группа игроков должна пробиться к выходу до истечения отведённого времени. В этом им активно мешают боты.
Domination Mission
Цель игры — удерживать контроль над объектом в течение определённого времени. Объект находится в середине карты. С обеих сторон от него пролегают железнодорожные пути, по которым иногда проходят поезда. Попадание под поезд смертельно опасно, и солдатам приходится ждать, пока он пройдёт, чтобы возобновить продвижение к объекту. Для установления контроля над объектом нужно активировать специальные переключатели, расположенные на двух уровнях. Пока объект контролируется какой-либо стороной, идёт заполнение двух шкал: шкалы контроля и шкалы поддержки. Для победы команда должна заполнить шкалу контроля. Если же окажется заполненной шкала поддержки, то команда противника получает возможность вызвать воздушную бомбардировку, вслед за которой появляется вертолёт и некоторое время кружит над картой, уничтожая обнаруженных солдат той стороны, которая контролирует объект. Убитые солдаты возрождаются через короткий промежуток времени.
Free For All Military Drill
Каждый сам за себя. Победу в матче одерживает игрок, первым набравший определённое количество очков. Убитые солдаты возрождаются через короткий промежуток времени. В некоторых местах на карте есть аптечки для восстановления здоровья.
Cross Steal
Обе команды пытаются украсть друг от друга ключ от системы запуска ракет с ядерными боеголовками. Необходимо украсть ключ с вражеской базы и принести его на свою, причём свой ключ не должен в это время находиться в руках противника. Выигрывает команда, сумевшая украсть вражеский ключ пять раз. Если до истечения отведённого времени ни одна из команд этого не сделала, то побеждает команда с бо́льшим счётом. В случае равного счёта игра продолжается до ближайшего захвата ключа. Если солдат, несущий вражеский ключ, погибает, то ключ возвращается на базу противника. Убитые солдаты возрождаются через короткий промежуток времени.

### Классы игроков
В игре есть три класса игроков:
- Разведчик (Point Man) — высокомобильный класс, предназначенный для боя на ближней дистанции. Вооружён пистолетом-пулемётом или дробовиком.
- Пехотинец (Rifle Man) — «универсальный» класс, подходящий для боя на всех дистанциях. Вооружён автоматической винтовкой/автоматом.
- Снайпер (Sniper) — класс поддержки, ведущий бой на средних и дальних дистанциях.

### Модель оплаты
Игра распространяется по модели Free-To-Play. Есть два вида внутриигровой валюты: G Coin, приобретаемые за реальные деньги, и евро, выдаваемые за участие в боях. За каждый бой игрок получает так называемые «очки снабжения» (supply points). После набора 20 000 очков снабжения выдаются 5000 евро, и отсчёт очков начинается заново. После набора 40 000 очков выдаются некоторые бесплатные вещи (базовый бронежилет, граната).
Оружие и вещи (бронежилеты, каски, протекторы, дополнительные слоты в рюкзаке и тому подобное) приобретаются во внутриигровом магазине. Часть из них продаётся только за G Coin. Вещи приобретаются либо на определённое время, либо «расходуемые» (expendable). Когда солдат экипирован расходуемой вещью, то с каждым боем её полоска её состояния постепенно уменьшается, и когда она закончится — вещь исчезает. Некоторые модели стрелкового оружия можно купить как «расходуемые», но в основном оно покупается в постоянное владение, при этом у него есть свой статус (в процентах); с каждым боем статус снижается, что может привести к ухудшению характеристик оружия и даже к его заклиниванию. Ремонт оружия осуществляется за евро.

## Отзывы
| Сводный рейтинг    | Сводный рейтинг |
| Агрегатор          | Оценка          |
| ------------------ | --------------- |
| Metacritic         | 80/100          |
| Иноязычные издания |                 |
| Издание            | Оценка          |
| GameZone           | 80/100          |

Единственный положительный отзыв на сайте-агрегаторе Metacritic от веб-сайта GameZone составляет 80 из 100.
Летом 2018 года, благодаря уязвимости в защите Steam Web API, стало известно, что точное количество пользователей сервиса Steam, которые играли в игру хотя бы один раз, составляет 2 876 701 человек.